# محل بن قرصف (حجر الصيعر)

تعديل مصدري - تعديل

محل بن قرصف هي إحدى قرى عزلة حجر الصيعر بمديرية حجر الصيعر التابعة لمحافظة حضرموت، بلغ تعداد سكانها 16 نسمة حسب تعداد اليمن لعام 2004.